# Crime Pays
Crime Pays è il sesto album in studio del rapper statunitense Cam'ron, pubblicato nel 2009.

## Tracce
1. Crime Pays (Intro) – 2:32
2. Cook'n up – 4:03
3. Where I Know You From – 4:03
4. Fuck Cam (skit) – 1:24
5. Never Ever – 3:30
6. Curve – 3:43
7. Silky (No Homo) (featuring Lady Lodi) – 3:20
8. Get It In Ohio – 4:23
9. Who – 3:43
10. Grease (skit) – 2:10
11. You Know What's Up (featuring C.O. & Sky-Lyn) – 3:16
12. Spend the Night (featuring Lady Lodi) – 4:03
13. Fuck Cam #2 (skit) – 1:12
14. Woo Hoo (featuring 40 Cal. & Byrd Lady) – 3:50
15. Chalupa – 4:01
16. Cookies-n-Apple Juice (featuring Byrd Lady & Skitzo) – 3:55
17. My Job – 3:47
18. Homicide – 3:43
19. Fuck Cam #3 (skit) – 0:50
20. Got It for Cheap (featuring Skitzo) – 4:11
21. Get It Get It (featuring Skitzo) – 3:14
22. Bottom of the Pussy – 3:16
23. Fuck Cam #4 (skit) – 1:13